# Ардатовський район (Нижньогородська область)
Арда́товський райо́н — адміністративно-територіальне утворення (район) і однойменне муніципальне утворення (муніципальний район) у складі Нижньогородської області Росії.
Адміністративний центр — робітниче селище Ардатов.

## Географія
Ардатовський район розташований на південному заході Нижньогородської області. На заході район межує з Навашинсиким, Кулебацьким, Виксунським районами, на півдні з Вознесенським, Дивеєвським, на сході з Арзамаським, на півночі — з Сосновським районом. Районний центр — селище міського типу Ардатов. Розташований на річці Леметі, за 160 км від Нижнього Новгорода. Найближча залізнична станція Мухтолово — 30 км.
Площа району — 1887,63 км².
Територія району займає вигідне транспортно-географічне положення на залізничній магістралі Москва — Казань, що перетинає район з заходу на схід, автошляхах федерального і обласного значения. Всі центри сільських поселень пов'язані з районним центром дорогами з твердим покриттям, розвинені засоби зв'язку.

### Клімат
Загальний характер клімату — помірно континентальний. За агроклиматическому районуванням територія Ардатовского району відноситься до четвертого агрокліматичного району — помірно тепловому, вологому. Гідротермічний коєфіцієнт дорівнює 1,2 %.

## Історія
Археологічні знахідки на території Ардатовского краю говорять про те, що з VI — VII століття край населяли мордовські племена, в основному ерзя, меншою мірою мокша і невеликі групи волзьких булгар. Місцями їх осілого проживання були заплави річок Теши, Леметі, Іржі. З X — XII століття у цих місцях з'являються слов'янські переселенці. Вони навчили мордву землеробства, виготовлення залізних знарядь праці та зброї. На ці багаті лісом, рибою і звіром місця зі сходу претендували булгари, а з півночі та заходу — руські князі. Ардатовські землі бачили похід Святослава на упокорення Волзької Булгарії, монголо-татарські полчища, які проходили у 1237 році на Русь, похід Івана Грозного на Казань у 1552 році. Через територію району проходила Царська сакма — державна посольська дорога з Москви до Золотої Орди і Астраханського ханства. Назва Ардатов пов'язано з легендою про провідника військ Івана Грозного Ардатка.
Після походу 1552 року мордовські землі було віддано царем у помісне володіння руських князів, бояр, татарським та мордовським мурзам і служивим людям, в основному мешканцям фортеці Свіяжськ під Казанню.
У 1779 році у ході адміністративної реформи Катерини II утворено Ардатовський повіт, що складався з 40 волостей. За кількістю населення він займав четверте місце, а за площею — третє місце в Нижньогородській губернії.
У 1923 році повіт був ліквідований, у 1929-у створено Ардатовський район. Ардатов втратив значення міста і став селом — районним центром. Перші колгоспи організувалися в 1928-у році. Всього за 1928—1935 роки було створено 90 колгоспів.

## Населення
| 1939    | 1959    | 1970    | 1979    | 1989    | 2002    | 2003    |
| ------- | ------- | ------- | ------- | ------- | ------- | ------- |
| 61 467  | ↘47 916 | ↘40 934 | ↘35 606 | ↘32 361 | ↘30 346 | ↗31 000 |
| 2008    | 2009    | 2010    | 2011    | 2012    | 2013    | 2014    |
| ↘28 237 | ↘27 724 | ↘26 428 | ↘26 287 | ↘25 579 | ↘25 008 | ↘24 479 |
| 2015    | 2016    | 2017    |         |         |         |         |
| ↘23 850 | ↘23 682 | ↘23 553 |         |         |         |         |

Статевий склад
У загальній чисельності населення питома вага жінок 55,2 %. Таким чином, в розрахунку на 1000 чоловіків припадає одна тисячу двісті двадцять вісім жінок. Така диспропорція зумовлена тим, що тривалість життя чоловіків менше, ніж жінок. Погіршення показників відтворення негативно відбивається не тільки на чисельності, але і на віковій структурі.
Національний склад
Район заселений в основному російськомовним населенням.
Урбанізація
У міських умовах (робочі селища Ардатов і Мухтолово) проживають 56,95 % населення району.

## Адміністративно-муніципальний устрій
До Ардатовського району, у рамках адміністративно-територіального устрою області, входять 8 адміністративно-територіальних утворень, у тому числі 2 робочих селища і 6 сільрад.
До Ардатовського муніципального району, у рамках організації місцевого самоврядування, входять відповідно 8 муніципальних утворень, у тому числі 2 міських поселення і 6 сільських поселень.
| № | Адміністративно- територіальне (муніципальне) утворення | Адміністративний центр     | Кількість населених пунктов | Населення (чел.) | Площа (км²) |
| - | ------------------------------------------------------- | -------------------------- | --------------------------- | ---------------- | ----------- |
| 1 | робітниче селище Ардатов                                | робітниче селище Ардатов   | 22                          | ↘9753            | 570,37      |
| 2 | робітниче селище Мухтолово                              | робітниче селище Мухтолово | 4                           | ↘4775            | 604,31      |
| 3 | Кужендеєвська сільська рада                             | село Кужендеєво            | 3                           | ↗978             | 45,70       |
| 4 | Личадеєвська сільська рада                              | село Личадеєво             | 9                           | ↘1451            | 115,73      |
| 5 | Міхеєвська сільська рада                                | село Міхеєвка              | 4                           | ↗581             | 69,49       |
| 6 | Саконська сільська рада                                 | село Сакони                | 7                           | →2455            | 102,31      |
| 7 | Стексовська сільська рада                               | село Стексово              | 16                          | ↘1946            | 236,37      |
| 8 | Хрипуновська сільська рада                              | село Хрипуново             | 10                          | ↗948             | 143,35      |